# Andrena escondida
Andrena escondida är en biart som beskrevs av Cockerell 1938. Andrena escondida ingår i släktet sandbin, och familjen grävbin. Inga underarter finns listade i Catalogue of Life.